# Α-acetildigoxina
La α-acetildigoxina es un glucósido cardiaco. Se trata de un derivado acetilado de digoxina. Su efecto inotrópico positivo se inicia después de 3-4 horas de haberla administrado y se maximiza después de 6-8 horas. Se prescribe para insuficiencia cardiaca congestiva crónica de clase II, III y IV.